# 김윤 (드라마 작가)
김윤은 대한민국의 드라마 작가이다. 

## 극본

### 드라마
- 2021년 SBS 금토드라마 《원 더 우먼》(집필)